# 241363 Érdibálint
A 241363 Érdibálint (ideiglenes jelöléssel 2007 YA4) a Naprendszer kisbolygóövében található aszteroida. Sárneczky Krisztián fedezte fel 2007. december 19-én.
Nevét Érdi Bálint (1945) magyar csillagász, egyetemi tanár után kapta. Az elnevezést Csizmadia Szilárd javasolta.